# Bioenergetic Kiadó
A Bioenergetic Kiadó egy magyar könyvkiadó, amelyet 1988-ban alapítottak. Fő profilja a spiritualitás, önismeret, személyiségfejlesztés, alternatív gyógyászat és ezotéria témakörébe tartozó kiadványok megjelentetése. Alapítása óta a kiadó közel 700 címet adott ki.

### Kiadói profil
A Bioenergetic Kiadó portfóliója az alábbi főbb kategóriákba sorolható:
- Önismeret és személyiségfejlesztés: Pszichológiai, motivációs és önsegítő művek.
- Spiritualitás és ezotéria: Könyvek spirituális hagyományokról, meditációról, jógáról, asztrológiáról, számmisztikáról, mágiáról, sámánizmusról, kristálygyógyításról és tarot-ról.
- Alternatív gyógyászat és egészséges életmód: Művek természetgyógyászatról, gyógynövényekről, táplálkozásról és öngyógyító technikákról.
- Párkapcsolat és emberi kapcsolatok: Könyvek az emberi interakciókról és kapcsolatokról.

### Megjelentett szerzők
A kiadó által megjelentetett ismertebb szerzők közé tartozik dr. Joe Dispenza, dr. Bradley Nelson, Ruediger Dahlke, Anthony Robbins, Gregg Braden, Diana Richardson, Alberto Villoldo, Marcela Lobos, dr. Mindy Pelz, dr. C. J. Llewelyn, Szentes Róbert, Balogh Béla és Lantos Mihály.